# Les Sœurs Kardashian à Miami
Pour les articles homonymes, voir Kardashian.
 (mars 2010).
Si vous disposez d'ouvrages ou d'articles de référence ou si vous connaissez des sites web de qualité traitant du thème abordé ici, merci de compléter l'article en donnant les références utiles à sa vérifiabilité et en les liant à la section « Notes et références ».
Les Sœurs Kardashian à Miami (Kourtney and Kim Take Miami) est une émission de téléréalité en trente épisodes de 22 puis 42 minutes diffusée entre le 16 août 2009 et le 7 avril 2013 sur E!. Il s'agit d'un spin-off de L'Incroyable Famille Kardashian. Elle raconte le quotidien des deux sœurs pendant leur séjour à Miami.
Au Québec, la série est diffusée à partir du 7 mars 2012 à MusiquePlus.

## Synopsis
Les caméras suivent les deux sœurs alors qu'elles quittent Los Angeles pour ouvrir leur magasin DASH à Miami. Pendant leur séjour, Khloé se voit proposer une émission de radio Khloé After Dark qu'elle coanime avec Terrence J.
Pour la troisième saison, la troisième sœur Kardashian Kim, remplace Khloé, qui avait autres engagements professionnels. Le tournage de la troisième saison a commencé en octobre 2012, et a été diffusé le 20 janvier 2013. 

## Distribution
- Khloé Kardashian
- Kourtney Kardashian (VF : Anne-Sophie Denis)
- Kim Kardashian
- Scott Disick
- Robert Kardashian Jr
- Kanye West (saison 3)

## Épisodes

### Saison 1 (2009)
1. Miami boutique
2. Sexe, drogue et conséquences
3. Les marieuses
4. Kourtney se lâche
5. Le retour de l'ex
6. Tout pour la boutique
7. Un bébé à l'horizon ?
8. L'heure du choix

### Saison 2 (2010)
1. Retour à Miami
2. Maman fêtarde
3. Scott toujours
4. Le jeu de la jalousie
5. La photo de la discorde
6. Une sœur peut en cacher une autre
7. Kim à Miami
8. Kourtney contre Scott
9. C'est ma vie
10. Adieu, Scott ?

### Saison 3 (2013)
1. Retour à Miami
2. Secrets
3. Scott explore Miami
4. L'esprit de compétition
5. Les valeurs familiales
6. Kourtney ne se laisse pas faire
7. Paris sera toujours Paris
8. Une flic à Miami
9. Xfactor
10. Chaud business
11. Un bon alibi (partie 1)
12. Un bon alibi (partie 2)

## Commentaires
- La première saison se déroule avant que Khloé ne rencontre son mari et ne l'épouse.
- Kourtney n'apprend qu'elle est enceinte de Scott qu'à la fin de la saison 1.
- Une troisième saison n'était pas prévue car Kourtney et sa sœur Kim s'installent à New York où la première saison de Kourtney And Kim Take New York a eu lieu. Elle sera diffusée en janvier 2012 sur E!.
- Kanye West fait partie de la distribution de la saison 3 étant donné qu'il est en couple avec Kim.
- La saison 3 est la première saison où l'on voit Penelope, la fille de Kourtney qui est déjà âgée de quelques mois.
- La saison 3 a commencé le 15 mars 2013 sur E! (France).